# Izobara (termodynamika)

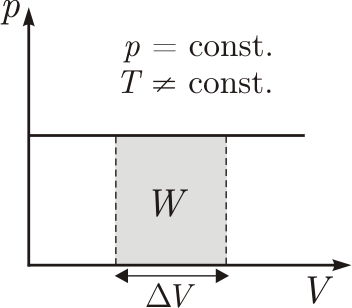
Izobara v p-V diagramu

Izobara je v termodynamice křivka popisující změny stavových veličin během izobarického děje.
Ve stavovém diagramu p-V (závislost tlaku na objemu plynu) má izobara lineární průběh podle rovnice:
{\displaystyle p=const}
Čára je rovnoběžná s vodorovnou osou.